# Takarajimasha
Takarajimasha, Inc. (株式会社宝島社?, Kabushiki-gaisha Takarajimasha) è una casa editrice giapponese fondata il 22 settembre 1971 a Chiyoda, Tokyo. Pubblica riviste di moda specializzate per adolescenti, riviste di moda di natura più generale e guide.

## Pubblicazioni

### Moda
Per ragazze adolescenti
- Cutie
- Spring
- Mini
- Steady

Per donne tra i venti e i trent'anni
- Sweet
- InRed

Per donne sulla quarantina
- Glow
- Linen (リンネル?, Rinneru)

Per uomini
- Smart
- Men's Roses

### Altre
Attive
- Takarajima (宝島?)
- Bessatsu Takarajima (別冊宝島?)
- Kono mystery ga sugoi!
- Kono light novel ga sugoi!
- Kono manga ga sugoi!! (このマンガがすごい!?)
- Kono anime ga sugoi! (このアニメがすごい!?)
- Kono eiga ga sugoi! (この映画がすごい!?)
- Inakagurashi no hon (田舎暮らしの本?)

Passate
- Weekly Shōnen Takarajima (週刊少年宝島?, Shūkan Shōnen Takarajima)
- CUTiE Comic
- Takarajima 30 (宝島30?)
- Famicon Hisshō Hon (ファミコン必勝本?)
- UltraOne (ウルトラONE?, Urutora Wan)
- Boom
- Band Yarouze (バンドやろうぜ?, Bando Yarouze)